# Kurt Braunohler
Kurt Braunohler (Nova Jérsei, 22 de fevereiro de 1976) é um humorista e apresentador norte-americano.